# COVID-19 в Нигере
Распространение COVID-19 в Нигере — часть мировой пандемии коронавирусного заболевания (COVID-19), вызванной тяжёлым острым респираторным синдромом, коронавирусом 2 (SARS-CoV-2). Подтверждено, что вирус достиг Нигера в марте 2020 года. Amnesty International сообщила, что журналисты были арестованы за репортажи о пандемии.

## Предыстория
12 января 2020 года Всемирная организация здравоохранения (ВОЗ) подтвердила, что новый коронавирус стал причиной респираторного заболевания у группы людей в городе Ухань, провинция Хубэй, Китай, о чём было сообщено ВОЗ 31 декабря 2019 года.
Коэффициент летальности от COVID-19 был намного ниже, чем от SARS 2003 года, но передача инфекции была значительно выше, со значительным общим числом погибших.

## Хронология

### Март 2020
19 марта первый случай заболевания в стране был подтвержден в Ниамее — им оказался 36-летний мужчина из Нигерии. Он побывал в Ломе, Аккре, Абиджане и Уагадугу.
После этого объявления аэропорты в Ниамее и Зиндере были закрыты, чтобы предотвратить распространение коронавируса.
Третий случай был подтвержден у бразильской женщины, которая въехала в страну 16 марта.
25 марта Нигер сообщил о семи случаях заболевания, в том числе о первой смерти в стране, связанной с COVID-19, которая произошла 24 марта. Смерть произошла в Ниамее, умерший был 63-летним гражданином Нигерии.
В марте было зарегистрировано 34 подтверждённых случая заболевания и 3 случая смерти, в результате чего на конец месяца остался 31 активный случай.

### Апрель 2020
В апреле было зарегистрировано 685 новых случаев, в результате чего общее количество подтверждённых случаев достигло 719. Число погибших увеличилось с 29 до 32. В течение месяца было 452 выздоровления, в конце месяца осталось 235 активных случаев.

### Май 2020
5 мая 2020 года общественный телеканал Нигера Télé Sahel объявил, что министр труда Нигера Мохамед Бен Омар умер от COVID-19.
В течение мая было зарегистрировано 239 новых случаев, в результате чего общее число подтверждённых случаев достигло 958. Число погибших удвоилось до 64. В мае было ещё 387 выздоровевших, в результате чего число выздоровевших пациентов увеличилось до 839. На конец месяца было 55 активных случаев.

### Июнь 2020
В июне было зарегистрировано 117 новых случаев, в результате чего общее число подтверждённых случаев достигло 1075. Число погибших увеличилось на три до 67. В июне произошло ещё 284 выздоровления, в результате чего число выздоровевших пациентов увеличилось до 943. На конец месяца было 65 активных случаев, что на 20% больше, чем на конец мая.

### Июль 2020
В июле был зарегистрирован 61 новый случай, в результате чего общее количество подтверждённых случаев достигло 1136. Число погибших увеличилось на два до 69. В июле было ещё 85 выздоровевших, в результате чего общее число выздоровевших пациентов увеличилось до 1028. На конец месяца было 39 активных случаев, что на 40% меньше, чем в предыдущем месяце.

### Август 2020
В августе было зарегистрировано 40 новых случаев, в результате чего общее число подтверждённых случаев достигло 1176. Число погибших осталось неизменным. На конец месяца было 19 активных случаев.

### Сентябрь 2020
В сентябре было зарегистрировано 20 новых случаев, в результате чего общее число подтверждённых случаев достигло 1196. Число погибших осталось неизменным. Количество выздоровевших пациентов увеличилось до 1107, оставив 20 активных случаев на конец месяца.

### Октябрь 2020
В октябре было зарегистрировано 24 новых случая, в результате чего общее число подтверждённых случаев достигло 1220. Число погибших осталось неизменным. Количество выздоровевших пациентов увеличилось до 1137, оставив 14 активных случаев на конец месяца.

### Ноябрь 2020
В ноябре было зарегистрировано 328 новых случаев, в результате чего общее число подтверждённых случаев увеличилось до 1548. Число погибших увеличилось до 72. Количество выздоровевших пациентов увеличилось до 1210, оставив 266 активных случаев на конец месяца.

### Декабрь 2020
В декабре было зарегистрировано 1720 новых случаев, в результате чего общее число подтверждённых случаев увеличилось до 3268. Число погибших увеличилось до 104. Число выздоровевших пациентов увеличилось до 1802, в результате чего на конец месяца осталось 1362 активных случая.
Исака Ассане Каранта, 75 лет, губернатор столичного округа Ниамей (с 2018 года), умер от COVID-19 24 декабря.

### Январь 2021
В январе было зарегистрировано 1249 новых случаев, в результате чего общее число подтверждённых случаев увеличилось до 4517. Число погибших увеличилось до 159. Число выздоровевших пациентов увеличилось более чем вдвое до 3755, в результате чего на конец месяца осталось 603 активных случая.

### Февраль 2021
В феврале было зарегистрировано 223 новых случая, в результате чего общее число подтверждённых случаев достигло 4740. Число погибших увеличилось до 172. Число выздоровевших пациентов увеличилось до 4250, в результате чего на конец месяца осталось 318 активных случаев.

### Март 2021
Кампания вакцинации в Нигере началась 29 марта. В марте был зарегистрирован 281 новый случай, в результате чего общее число подтверждённых случаев достигло 5021. Число погибших увеличилось до 187. Число выздоровевших пациентов увеличилось до 4641, в результате чего на конец месяца осталось 193 активных случая.

### Апрель 2021
В апреле было зарегистрировано 205 новых случаев, в результате чего общее число подтверждённых случаев достигло 5226. Число погибших увеличилось до 191. Число выздоровевших пациентов увеличилось до 4851, в результате чего на конец месяца осталось 184 активных случая.

### Май 2021
В мае было зарегистрировано 184 новых случая, в результате чего общее число подтвержденных случаев достигло 5410. Число погибших увеличилось до 192. Число выздоровевших пациентов увеличилось до 5083, в результате чего на конец месяца осталось 135 активных случаев.

### Июнь 2021
В июне было 78 новых случаев, в результате чего общее число подтверждённых случаев достигло 5488. Число погибших увеличилось до 193. Число выздоровевших пациентов увеличилось до 5 206, в результате чего на конец месяца осталось 89 активных пациентов.

### Июль 2021
В июле было зарегистрировано 149 новых случаев, в результате чего общее число подтверждённых случаев достигло 5637. Число погибших увеличилось до 195. Число выздоровевших пациентов увеличилось до 5 345, в результате чего на конец месяца осталось 97 активных случаев.

### Август 2021
В августе было зарегистрировано 212 новых случаев, в результате чего общее число подтверждённых случаев достигло 5 849. Число погибших выросло до 199. Число выздоровевших пациентов увеличилось до 5 538, в результате чего на конец месяца осталось 112 активных случаев.

### Сентябрь 2021
В сентябре было зарегистрировано 159 новых случаев, в результате чего общее количество подтверждённых случаев достигло 6008. Число погибших выросло до 201. Число выздоровевших пациентов увеличилось до 5754, в результате чего на конец месяца осталось 53 активных случая.

### Октябрь 2021
В октябре было зарегистрировано 368 новых случаев, в результате чего общее число подтверждённых случаев достигло 6376. Число погибших выросло до 213. Число выздоровевших пациентов увеличилось до 6006, в результате чего на конец месяца осталось 157 активных случаев.

### Ноябрь 2021
В ноябре был зарегистрирован 631 новый случай, в результате чего общее количество подтвержденных случаев достигло 7007. Число погибших увеличилось до 259. Число выздоровевших пациентов увеличилось до 6613, в результате чего на конец месяца осталось 135 активных случаев.